# 傅疃河
傅疃河是位于中国山东半岛东南部的一条河流，为该区域最大河流。

## 概况
发源于五莲县大马鞍山南麓，南流经过日照水库，转而东南流，于日照蔡家滩入南黄海。河长71.8公里，流域面积1040平方公里，河道平均比降2.3/1000，河网密度0.37公里/平方公里。据1956～1979年同步观测系列统计，傅疃河流域多年平均年降水量为923.5毫米，年径流深347.8毫米，折合年径流量为3.62亿立方米。根据日照水文站(控制流域面积544平方公里)实测资料，最大年径流量出现在1962年，为3.66亿立方米，最小值出现在1969年，为0.452亿立方米，两者比值为8.1。建国以后傅疃河最大洪水发生在1957年，根据日照马家庙(控制流域面积745平方公里)的洪痕推算有2390立方米/秒。